# Emilio Mattioni
Emilio Mattioni (Udine, 9 febbraio 1934 – Udine, 9 marzo 2022) è stato un architetto italiano.

## Biografia
Emilio Mattioni si laureò presso l'Istituto universitario di architettura di Venezia (IUAV) nel 1958 e divenne assistente di Giancarlo De Carlo e Aldo Rossi. Dal 1963 fu membro dell'Istituto nazionale di urbanistica, di cui presiedette la sezione regionale dal 1972 al 1974.
Svolse l'attività professionale in forma associata con Renzo Agosto e Gianugo Polesello, con i quali elaborò diversi progetti come la villa unifamiliare a Rive d'Arcano (Udine) realizzata tra il 1970 e il 1973. Fra i concorsi a cui ha partecipato ricordiamo quelli per i centri direzionali di Padova (1960) e Torino (1963), quest'ultimo vinto insieme a Daniele Calabi, Giuseppe Samonà, De Carlo, Polesello e altri; il concorso friulano dell'Istituto tecnico industriale "A. Malignani" nel 1958.
Morì il 9 marzo 2022 all'età di ottantotto anni.

## Archivio
Il fondo Emilio Mattioni copre un periodo cronologico dal 1950 al 1999 ed è conservato presso l'archivio dei Civici musei e gallerie di storia e arte di Udine.